# Kuzmice
Kuzmice – wieś (obec) na Słowacji położona w kraju koszyckim, w powiecie Trebišov. Pierwsze wzmianki o miejscowości pochodzą z roku 1270. 
Według danych z dnia 31 grudnia 2012, wieś zamieszkiwało 1727 osób, w tym 874 kobiety i 853 mężczyzn.
W 2001 roku rozkład populacji względem narodowości i przynależności etnicznej wyglądał następująco:
- Słowacy – 98,56%
- Czesi – 0,13%
- Romowie – 0,31%
- Węgrzy – 0,38%

Ze względu na wyznawaną religię struktura mieszkańców kształtowała się w 2001 roku następująco:
- Katolicy rzymscy – 65,44%
- Grekokatolicy – 30,88%
- Prawosławni – 1,44%
- Ateiści – 0,63%
- Nie podano – 0,88%